# Малые морские танкеры проекта 03180
Малые морские танкеры проекта 03180 (проект  СКПО-1000)  — серия из четырех малых морских танкеров (малых танкеров-бункеровщиков, многофункциональных судов портового обслуживания).

## История строительства
10 марта 2012 года, ОАО ЛСЗ "Пелла" сообщило о подписании контракта с Министерством обороны РФ на постройку четырёх малых танкеров проекта 03180. Головное судно проекта было спущено на воду 21 декабря 2012 года. На тот момент, это было самое длинное судно, спущенное на воду на заводе компании в Отрадном, поэтому специалистами компании было разработано транспортно-спусковое устройство, использующее скользящие тяги для сближения спусковых тележек в ходе всплытия судна. Ходовые испытания головного судна были завершены 28 декабря 2013 года.
Последний, четвертый танкер проекта 03180 был спущен на воду 4 сентября 2014 года и передан заказчику 30 декабря того же года.

## Конструкция
По классификации Российского морского регистра судоходства танкеры проекта относятся к классу КМ Ice3 R2 Aut1 Oil Tanker (>60° C) ESP
На судах данного типа применены раздельные моющиеся грузовые танки, что позволяет перевозить различные виды жидких грузов и при необходимости быстро производить их замену. В дополнение к основному движителю танкеры оснащены носовым подруливающим устройством туннельного типа TAC 75, фирмы ABS, мощностью 75 кВт.

### Основные характеристики
Длина корабля максимальная — 49,9 м, ширина максимальная — 12 м, осадка — 5 м. Полное водоизмещение составляет 2 290 т, стандартное водоизмещение 1 069 т, грузоподъемность 1 200 т. Дальность плавания — 1 500 морских миль, автономность до 10 суток.

### Возможности и оборудование
Танкеры проекта выполняют следующие виды задач:
- Бункеровка судов различными видами топлива;
- Сбор нефтесодержащих, сточных, льяльных вод с судов и плавучих объектов;
- Сбор с судов твердого мусора и пищевых отходов;
- Перевозка и постановка буев;
- Обслуживание плавучих средств навигационного ограждения;
- Ликвидация аварийных разливов нефти;
- Перевозка грузов;

Танкеры оборудованы следующими устройствами:
- носовой якорно-швартовный электрический брашпиль производства фирмы Adria Winch, с мощностью привода 12,5 кВт;
- кормовой шпиль NS 904-002 той же фирмы, тягой 50 кН;
- палубный кран PK 50002M, австрийского производителя Palfinger, грузоподъемностью 2,5 т при вылете стрелы 13,8 м.
- система приема и выдачи грузового топлива, нефтесодержащих и сточных вод с использованием стационарных погружных насосов;
- система водопенного тушения, подающая пламягасящую смесь через два лафетных ствола;

Грузовые танки также оборудованы:
- автономной для каждого танка, системой подогрева груза паровыми подогревателями;
- газоотводной системой;
- стационарными моечными машинами; [2]

### Представители проекта
| Название | Заводской номер | Дата закладки | Дата спуска на воду | Дата зачисления в списки | Флот | Статус                                    |
| -------- | --------------- | ------------- | ------------------- | ------------------------ | ---- | ----------------------------------------- |
| «Умба»   | 301             |               | 21.12.2012          | 02.2014                  | КСФ  |                                           |
| «Печа»   | 302             |               | 11.06.2013          | 02.2014                  | КСФ  |                                           |
| «Луга»   | 303             |               | 11.01.2014          | 27.11.2014               | КЧФ  | С 2014 года — «ВТН-73»                    |
| «ВТН-74» | 304             |               | 04.09.2014          | 30.12.2014               | ДКБФ | с 2017 года (?) - «Александр Гребенщиков» |